# Chrośla
Chrośla is een plaats in het Poolse district  Miński, woiwodschap Mazovië. De plaats maakt deel uit van de gemeente Dębe Wielkie en telt 720 inwoners.